# Fiyi en los Juegos Mundiales de Breslavia 2017
Fiyi participó en los Juegos Mundiales de Breslavia 2017 con una delegación compuesta de un único atleta.
Fiyi no obtuvo ninguna medalla en estos juegos.

## Karate
| Masculino      |               |                        |     |                          |     |                           |     |           |           |           |           |           |
| Joji Veremalua | Kumite 75 kg. | Irán Aliasghar Asiabar | 0:7 | Egipto Omar Abdel Rahman | 0:2 | Brasil Hernanit Verissimo | 0:3 | eliminado | eliminado | eliminado | eliminado | eliminado |